# 接受脂肪運動
接受脂肪運動（又名接受體型（size acceptance）／解放脂肪（fat liberation）／脂肪活躍主義（fat activism、fativism）／脂肪力量（fat power）運動）是謀求改變社會氛圍中的反脂肪偏見的運動。其鬥爭領域包括美學、法律和對身體比社會規範寬大的人們的醫療方法。然而，凱西·楊在波士頓全球報上批判這項運動，主張「接受脂肪運動對健康有害」，芭芭拉·凱在全國郵報上表示「接受脂肪不是肥胖（obesity）的解答」。 然而，研究顯示壓力與脂肪有關，過量飲食的增加與此種鼓勵肥胖者關注他們超重體重的風氣有關。

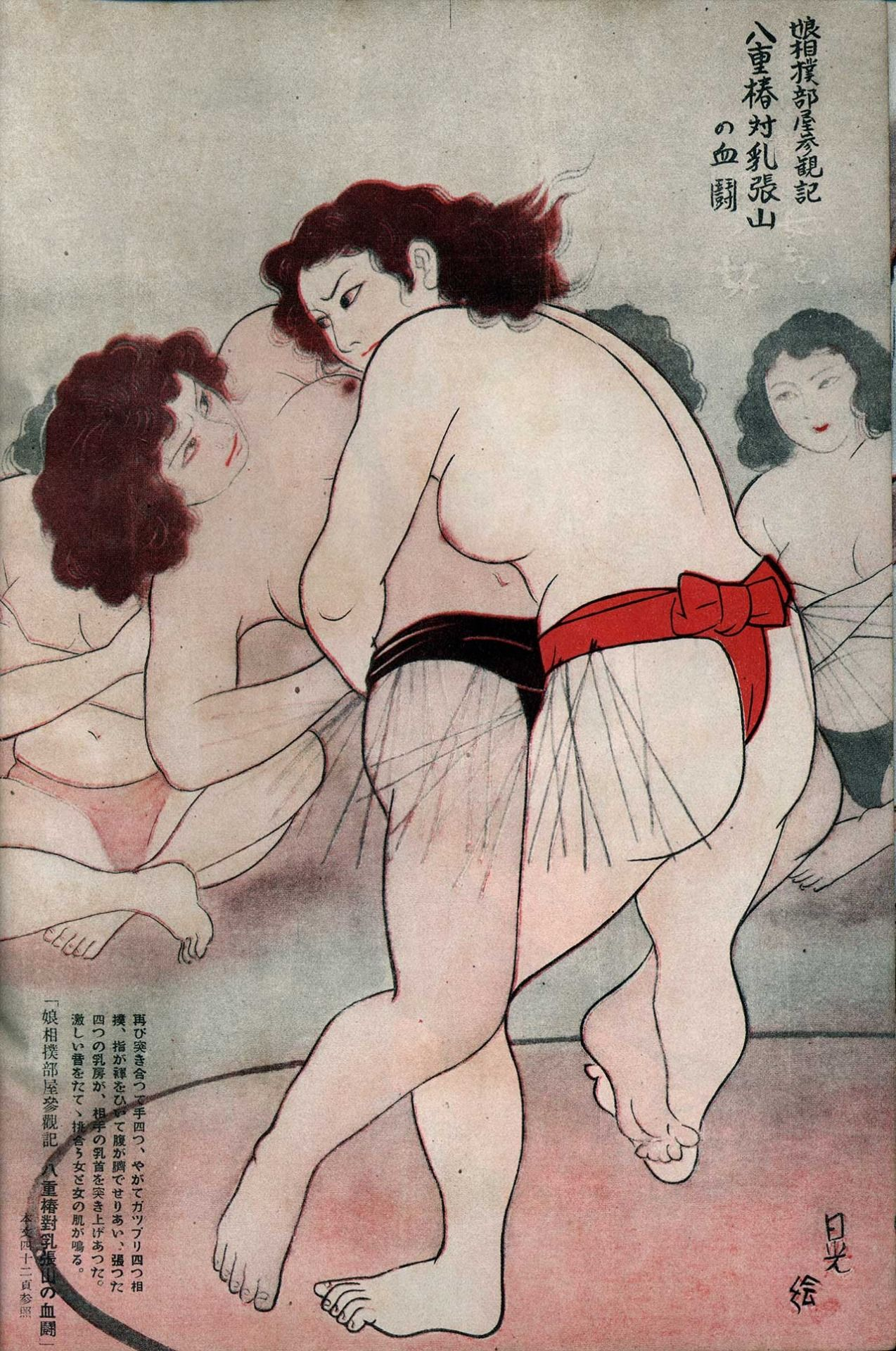
女性相撲

接受脂肪運動在其政治角色之外，也形成一種社會團體，為了成員而行動的次文化。

## 歷史
接受脂肪運動的歷史可追溯回一九六七年，紐約中央公園在聚集了五百人抗議反脂肪的偏見。社會學家夏洛特·庫柏主張接受脂肪運動類似於女性主義運動，最好理解為幾波，她認為接受脂肪運動和女性主義運動間有密切的聯繫。庫柏認為接受脂肪運動活躍分子苦於經歷了幾波類似的隨後燃盡的運動，造成此運動缺乏連續性，因此下一波活躍分子通常未注意到這個運動的歷史。